# Pepiniér
Pepiniér  je vybraný kmenový plemenný hřebec vysoké plemenné hodnoty, používaný k plemenitbě v hřebčínech a v hřebčincích. V někdejších státních hřebčínech šlo o hlavního plemeníka hřebčína, v zemském chovu působil pod číslem plemeníka pro zemský chov. 

## Vybraní pepiniéři
- Starokladrubský kůň – známí pepiniéři pochází z kmenů Sacramoso a Generalissimus; kladrubští hřebci Maestoso a Favory založili ve slovinské Lipici dva známé kmeny lipicánů
- Anglický polokrevník v kladrubském hřebčíně – stádo bylo po vzniku Československa vytvořeno z kmenů Furioso, Przedswit, Gidran a částečně i Nonius
- V albertovském hřebčíně působí jako pepiniéři angličtí polokrevníci kmene Quoniam II